# Équipe de Norvège des moins de 20 ans de football
L'équipe de Norvège de football des moins de 20 ans est constituée par une sélection des meilleurs joueurs norvégiens de moins de 20 ans sous l'égide de la Fédération de Norvège de football.
Elle participe à trois éditions de la Coupe du monde de football des moins de 20 ans, en 1989, 1993 et 2019, ne dépassant jamais le stade de la phase de groupes.